# Silvrettagletscher
Silvrettagletscher – lodowiec o długości 3 km (2005 r.) i powierzchni 3,35 km² (1973 r.).
Lodowiec położony jest w łańcuchu górskim Silvretta w kantonie Gryzonia w Szwajcarii.